# Litoria daviesae
Litoria daviesae es una especie de anfibio anuro del género Litoria de la familia Pelodryadidae.

## Distribución geográfica
Originaria de Australia.
La rana adulta macho mide 5.3 de largo y la hembra 6.3 cm de largo.  Es de color de color marrón dorado, a veces con algunas manchas verdes. Tiene una franja oscura desde la nariz sobre el ojo y bajando por su cuerpo. Esta rana tiene orejas difíciles de ver. Tiene menos verrugas que otras ranas de su familia.
Los renacuajos son diferentes de los de otras ranas.  Sus bocas no tienen dientes ni picos.
La UICN clasifica a esta especie como vulnerable. Científicos dicen que las principales causas son la pérdida de hábitat, el pastoreo y la deforestación, los depredadores (nativos e introducidos) y la fragmentación de la población.  Científicos creen que esta rana podría verse afectada por la enfermedad micótica quitridiomicosis, pero hasta 2007 no se habían confirmado casos.